# アパスコ
アパスコ（Apaxco）は、メキシコ合衆国のメヒコ州にある都市。人口は2万7521人（2010年）。産業革命期に建設されたセメント工場と石灰石の採掘場が広大な土地を占めている。これは地元の経済に恩恵を与えてきたが、公害の問題も指摘されており、しばしば議論の的になっている。